# 桑德拉·摩根
桑德拉·安妮·摩根（英語：Sandra Anne Morgan，1942年6月6日—），婚后名桑德拉·比维斯（英語：Sandra Beavis），是澳大利亚退役女子自由泳运动员，曾在墨尔本举办的1956年奥运会上赢得4×100米自由泳接力比赛金牌。此时她还只有14岁零6个月大，至今仍是澳大利亚历史上最年轻的奥运金牌得主。摩根从1956年初开始常规训练，在接力和400米自由泳项目的奥运选拔赛中脱颖而出。最终她和另外三人获选代表澳大利亚参加接力项目决赛，但由于她缺乏顶级比赛经验，以往比赛时还有抢先下水的黑历史，因此这样的安排引发争议。摩根在决赛时把头探出水面，看到美国选手游在前面，促使她在第三棒发力并取得领先，最终澳大利亚队赢得金牌并创下新的世界纪录。摩根还在这届奥运会参加400米自由泳个人赛，最终排在第六位。
1957年，摩根在主要对手缺席的情况下赢得澳大利亚游泳锦标赛110码、220码和440码三项冠军，但她的游泳生涯从此开始受到疾病和体重问题困扰。1958年，她获选参加1958年大英帝国和联邦运动会的游泳接力比赛并拿下金牌。两年后，摩根前往罗马第二次参加奥运会，但只参与游泳接力预赛，最终她的队伍在决赛中获得银牌。摩根在罗马奥运会结束后退役，此后继续投身游泳和奥运事业，除教导残疾儿童游泳外，还为奥运教育项目和火炬接力贡献力量。此外，她还是澳大利亚日大使，并在同基督教团体合作期间走上电视荧屏。

## 早年经历
摩根于1942年6月6日在新南威尔士州西北部城市塔姆沃思出生，然后在悉尼西部郊区庞奇博尔（Punchbowl）长大:135。她是家中长女，另有两个妹妹和一个弟弟。父亲巴林顿（Barrington）是水管工，童年时曾是出色的游泳运动员，但因身处缺乏训练设施的澳大利亚乡间而没有得到更进一步的机会。受此影响，他发誓要让女儿成为全国冠军。据摩根所述，父亲“成为我的动力源泉。我不但实现他的抱负，而且更进一步成为奥运会冠军。”:135摩根还曾见过澳大利亚首位奥运会游泳项目金牌得主弗雷德里克·莱恩（Frederick Lane）和田径冠军玛乔丽·杰克逊-纳尔逊（Marjorie Jackson-Nelson），这两次会面都对她决心投身奥运起到至关重要的作用:135。
摩根七岁时就在班克斯敦（Bankstown）学习游泳，初时进展缓慢，教练还用繫在杆子上的长绳和皮带来保障她的安全，在出现困难时拉她出水。由于学习进度迟缓，她的游泳课程量比其他学员多一倍。:135摩根八岁那年就拿下区冠军，1953年时，11岁的她又赢得新南威尔士州小学锦标赛冠军。1956年2月，年仅13岁的摩根开始接受高强度训练，父亲把她带到恩菲尔德（Enfield）师从弗兰克·格思里（Frank Guthrie）。:135格思里此时是新南威尔士州最受推荐的游泳教练之一，手下学徒包括加里·查普曼（Gary Chapman）、凯文·奥哈洛伦和洛兰·克拉普（Lorraine Crapp），三人都是1956年夏季奥林匹克运动会奖牌得主，克拉普还拿下个人赛金牌:136。由于父亲业务繁忙，因此驾车送摩根到恩菲尔德的任务只能由母亲代劳:136。
摩根在格思里的教导下进展迅速，很快就成为新南威尔士州速度最快的少年选手之一，在1956年新南威尔士州游泳锦标赛上拿下14岁以下年龄段55码、110码自由泳，以及110米蝶泳项目冠军:136。接下来她又参加全国锦标赛，虽有两次抢先入水，但还是赢得少年组110码自由泳冠军。此后，她代表马里克维尔少年女子高中参加新南威尔士州综合高中锦标赛并拿下110码自由泳项目冠军。:136

## 入选国家队
虽然已是全澳大利亚速度最快的游泳选手之一，但摩根此时还太年轻，不能入选奥运训练队。不过，澳大利亚游泳联盟同意她自费到汤斯维尔参加训练。摩根的家人本来无法承担所需费用，但班克斯敦的邻里发起募捐活动送她上路。摩根在托布鲁克纪念浴场与克拉普、阿尔瓦·科洪（Alva Colquhoun）、费斯·利奇和唐·弗雷泽（Dawn Fraser）等选手一起训练，成绩稳步提高。游泳队预计每天要游三轮，总距离超过16公里，但摩根此时的成绩还不足以入选。:136
训练结束后，摩根前往布里斯班和墨尔本参加一系列选拔赛。她在三场100米赛事中分别排名第三、第五和第四，最好成绩是1分7.3秒，还在400米自由泳中取得5分10秒的个人最好成绩，排名第三，仅次于克拉普和弗雷泽。澳大利亚可以为每项游泳个人赛事选派三名运动员，摩根因此首度得到进军奥运的机会:136。参加100米自由泳项目的是弗雷泽、克拉普和利奇，摩根未能入选:134，但还是同弗雷泽和克拉普一起拿到400米项目的入场券:136。澳大利亚在1956年奥运会中首次参加女子4×100米自由泳接力赛，入选的共有六名选手，摩根便是其中之一:131。不过媒体认为她是接力队中的薄弱环节，摩根因此感觉到很大压力:136。

## 1956年夏季奥运会
抵达墨尔本时，摩根还不确定是否能参加决赛。弗雷泽和克拉普在12月4日当天休息，预赛由另外四名入围选手参加。摩根在第二回合游出1分5.4秒的好成绩，比另外三人都快:136，最终她和利奇得以参加决赛:131。澳大利亚队在预赛中第一个晋级，在第二轮中以3.1秒的大幅优势胜出，比第一轮预赛中晋级的南非队和美国队分别要快1.8秒和2.3秒。

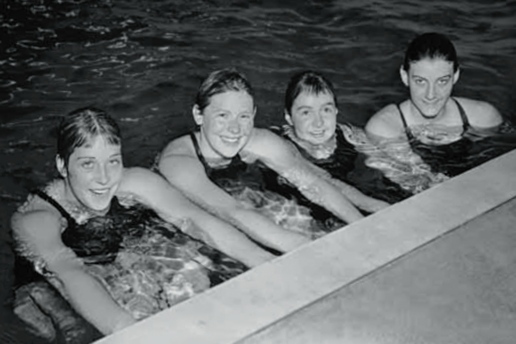
澳大利亚4×100米自由泳接力比赛的四名获胜选手，从左至右分别是：桑德拉·摩根、玛格丽特·吉布森、伊丽莎白·弗雷泽和费斯·利奇

利奇和摩根是队伍中最年轻的两名选手，缺乏无年龄段限制比赛的经验，所以选择两人参加12月6日决赛的决定引发争议。两名选手都只参与一次国内高级赛事，摩根在1956年全国锦标赛上有过两次抢先入水的黑历史，利奇曾因病重无法出赛。:131澳大利亚队在此项接力比赛中胜算颇高，弗雷泽、克拉普和利奇已经在100米个人赛中包揽全部奖牌:131，并且与其他选手相比，弗雷泽和克拉普的优势至少也有三秒之多。
澳大利亚队在决赛中开局不利，弗雷泽误听到第二声发令枪响，以为有人抢先入水，结果她用1分4秒游完第一棒，比个人最好成绩慢了近两秒，但即便如此，她也领先美国队的西尔维亚·鲁斯卡（Sylvia Ruuska）2.3秒。利奇在第二棒的前50米保持领先优势，但后50米呈现下滑趋势，最终以1分5.1秒游完赛程，澳大利亚队的领先优势缩短到0.9秒。:132第三棒的摩根一度被美国选手南希·西蒙斯（Nancy Simons）超越，还在距终点还有25米时发生严重失误把头探出水面，结果却在看到美国对手领先一个身位后发起冲刺，最终反而领先0.7秒。最后一棒的克拉普进一步拉大领先优势，最终澳大利亚队以4分17.1秒获得金牌并刷新世界纪录:132:307–308。澳大利亚队至此首次成功包揽100米自由泳男子及女子接力和个人赛的金牌，此外只有美国队曾于1920年在安特卫普达成同等目标。澳大利亚此后直到2004年才在雅典再度夺得女子游泳接力比赛冠军。:132摩根此时还只有14岁零6个月大，至今仍是澳大利亚历史上最年轻的奥运金牌得主:136:358–359。
除接力赛外，摩根还需参加400米自由泳个人赛。她在预赛中游出5分7.8秒的好成绩，将个人最好成绩缩短2.3秒，只比刷新奥运会纪录的美国选手马利·施莱佛（Marley Shriver）慢0.2秒。施莱佛的纪录很快就被预赛中的弗雷泽和克拉普打破，但摩根还是以预赛第四的成绩打入决赛，比入选资格下限要快近7秒。决赛在100米自由泳接力赛次日举行，摩根未能重现预赛中的表现，最终以5分14.3秒排名第六，与个人最好成绩相差甚远。如果达到预赛中的速度，她可以排到第四位，与铜牌得主只差0.7秒。不过，她还是对自己能打入奥运会个人项目决赛感到高兴，因为这毕竟是她首次在世界顶级赛事中亮相:136:307–308。
班克斯敦举办招待酒会欢迎摩根归来，还送她一块金表和班克斯敦泳池的终身会员资格。但是，她在奥运村居住期间却因太喜欢那里的食品而增重9.5公斤之多，一米七的她体重达到76.2公斤，体重问题此后一直都没有彻底解决。:137

## 后期游泳生涯
离开奥运赛场后，利奇选择退役:135，克拉普和弗雷泽开始休假:137。摩根得到机遇发挥，在1957年新南威尔士州锦标赛上拿下少年组和成人短距离游泳项目冠军。接下来她又在堪培拉举办的全国锦标赛上赢得个人单项110、220和440码自由泳冠军，成绩分别是1分7.8秒，2分29.3秒和5分21.6秒，不及1956年的最好成绩。:137她还同队友为新南威尔士州队拿下4×100码自由泳和混合泳接力冠军:137。
1958年，克拉普和弗雷泽回归泳坛，同时又有伊尔莎·康拉茨（Ilsa Konrads）脱颖而出。摩根在这年全国锦标赛110码和440码自由泳项目上获铜牌，弗雷泽获两块金牌，银牌分别由克拉普和康拉茨夺得。摩根获选参加同年在卡迪夫举办的1958年大英帝国和联邦运动会，但只参与4×110码自由泳接力赛。这年3月，她和弗雷泽、克拉普和康拉茨在悉尼比赛时以4分18.9秒创下新世界纪录。到了大英帝国和联邦运动会时，她又与弗雷泽、克拉普和科洪拿下金牌，并再度以4分17.4秒刷新世界纪录。:137:307–308
大英帝国和联邦运动会结束后，澳大利亚游泳队在回国前又到法国、奥地利、德国、荷兰、意大利和新加坡参加一系列赛事。摩根在荷兰和法国锦标赛的成绩最好，都是在400米项目排名第三。1959年，她又在全国锦标赛440码和880码自由泳项目取得第三名。接下来由于患上支气管炎并恶化成肺炎，她的游泳事业受阻，被迫长期休假。1960年回归泳坛时，她的病仍未痊愈，但还是在全国锦标赛220和440码自由泳比赛中名列第三，还在110码项目排名第五。接下来摩根获得1960年罗马奥运会的入场券，参加4×100米自由泳接力项目。她在预赛中第一个出场，成绩是1分5.5秒，为澳大利亚队取得1秒的领先优势。澳大利亚队预赛每一棒都游得最快，最终以多达五秒的优势第一个进入决赛。但是，摩根的速度是澳大利亚队几名选手中最慢的，所以未能像弗雷泽和康拉茨一样参加决赛，最终澳大利亚队获得银牌:137。根据当时的比赛规则，只有参加决赛的游泳接力赛选手才能得到奖牌，所以只参加预赛的摩根连银牌都没有拿到:307–308, 323。由于持续遭受周期性的胸痛折磨，摩根于1960年12月退役，不再参与竞技游泳:137。

## 退役后
1965年，桑德拉·摩根与乔治·比维斯（George Beavis）成婚，两人共生有三个女儿，每个女儿都曾在学校或地区的游泳比赛夺魁:137。摩根婚后曾在格里菲斯（Griffith）和奥兰治生活六年，然后回到悉尼。她一度尝试从事教练工作，但感觉对竞技体育已经失去热情，所以决定到学校任教。1978年，她开始在自家后院泳池教残疾儿童游泳，政府为此向她发放补助，确保她能继续下去:137。接下来她又在邦尼特湾（Bonnet Bay）开设游泳学校并经营15年之久，还在贝茨激励特殊教育学校工作，并因教导学前残疾儿童游泳获得补助金。摩根还一度患上危及生命的狼疮，但她最终成功击退病魔。如今，她还在悉尼南部的萨瑟兰郡生活。
摩根是虔诚的基督徒，至今仍是四季女性基督徒大会的公共演讲人。1996年1月至1999年中期，经丈夫的雇主安排，比维斯夫妇在马来西亚吉隆坡生活，在此期间她还是吉隆坡圣安德鲁长老教会的圣经教师。此外，她还曾在十号电视网的基督教电视谈话节目《面对面》（Face to Face）中亮相。
1995年，摩根入选新南威尔士州体育中心冠军名人堂，再于2014年入选悉尼奥林匹克公园水上运动中心的“冠军之路”。她曾参与多个旨在促进学校奥运会运动项目发展的教育课程，并为澳大利亚奥林匹克委员会的筹款工作出力。2000年，澳大利亚政府为感谢摩根对2000年悉尼奥运会的贡献和在竞技游泳中的成绩授予她澳大利亚体育奖章。2000和2004年，她两度获选护送奥林匹克圣火穿行澳大利亚本土。此外，摩根还是澳大利亚日大使，并在全国各地城镇为一年一度的庆祝活动宣传。